# Ḩājjīān
Ḩājjīān (persiska: حاجیان) är en ort i Iran.   Den ligger i provinsen Khorasan, i den nordöstra delen av landet, 700 km öster om huvudstaden Teheran. Ḩājjīān ligger 1 207 meter över havet och antalet invånare är 121.
Terrängen runt Ḩājjīān är platt åt sydväst, men åt nordost är den kuperad. Runt Ḩājjīān är det ganska tätbefolkat, med 56 invånare per kvadratkilometer. Närmaste större samhälle är Nīshābūr, 4,6 km sydost om Ḩājjīān. Omgivningarna runt Ḩājjīān är i huvudsak ett öppet busklandskap.